# Řád dobročinnosti
Řád dobročinnosti (řecky Τάγμα της Ευποιΐας) je řecké vyznamenání založené roku 1948 v době existence Řeckého království. Po dvouletém období, kdy byl řád v letech 1973 až 1975 zrušen, byl roku 1975 Řeckou republikou obnoven. Udílen je výhradně ženám.

## Historie a pravidla udílení
Řád byl založen 7. května 1948 řeckým králem Pavlem I. Udílen je řeckou vládou jako morální odměna občankám Řecka i cizinkám za dobré služby poskytnuté státu v oblasti charity, umění či literatury. Když v červnu 1973 vojenský režim vládnoucí v Řecku monarchii zrušil, byly zákonem č. 179 ze dne 23. září 1973 zrušeny i dva řády nejtěsněji spojené s monarchií, jmenovitě Řád Jiřího I. a tento řád. Obnoven byl zákonem č. 106/1975.

## Insignie
Řádový odznak má tvar pětilisté modře smaltované růže v nejnižší třídě se stříbrným lemováním, které je ve vyšší třídách pozlacené. Vzhled řádu vychází z britského Řádu Indické říše. Uprostřed je kulatý středový medailon s portrétem Bohorodičky s dítětem. Medailon je lemován bíle smaltovaným kruhem s nápisem ΕΥΠΟΙΙΑ (dobročinnost). Na zadní straně je státní znak Řecka.
Řádová hvězda je osmicípá stříbrná s cípy složenými z různě dlouhých paprsků. Uprostřed je kulatý medailon, který se svým vzhledem shoduje s medailonem řádového odznaku.
Stuha je žlutá s oběma okraji lemovanými modrými proužky.

## Třídy
Řád je udílen v pěti třídách:
- velkokříž – Řádový odznak se nosí na široké stuze spadající z pravého ramene na protilehlý bok. Řádová hvězda se nosí na hrudi.
- velkokomtur – Řádový odznak se nosí na stuze uvázané do mašle. Řádová hvězda se nosí napravo na hrudi.
- komtur – Řádový odznak se nosí na stuze uvázané do mašle. Řádová hvězda této třídě již nenáleží.
- zlatý kříž – Řádový odznak se nosí na stužce nalevo na hrudi.
- stříbrný kříž – Řádový odznak se nosí na stužce nalevo na hrudi.

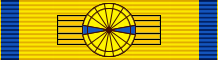
velkokříž
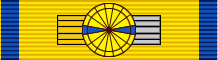
velkokomtur
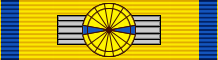
komtur
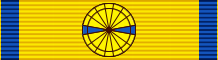
zlatý kříž
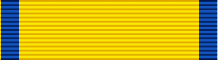
stříbrný kříž